# わんだーらんど (お笑いコンビ)
わんだーらんどは、たにさかとまことフィッシングによる日本のお笑いコンビ。所属事務所は吉本興業大阪本社。よしもと和歌山県住みます芸人。

## 来歴
- 2006年に結成。旧コンビ名は「新選組」。
- 2010年1月に、現在のコンビ名「わんだーらんど」に改名。
- 2011年5月より「あなたの街に住みますプロジェクト」で「和歌山県住みます芸人」として和歌山市に暮らしている。和歌山県下の祭りやイベント内での漫才と司会、なんばグランド花月に併設された「吉本47ご当地市場」でのPR活動、またテレビ和歌山やNHK和歌山放送局など地元メディアに出演している。
- M-1グランプリ2018にて3回戦に進出[1]。
- 2019年1月24日、JR和歌山線活性化プロジェクト「ワカカツ」の応援大使に就任した[2]。

## メンバー
まことフィッシング（1985年1月8日 -）
- ボケ担当。立ち位置は向かって左。血液型はO型。和歌山県日高郡美浜町出身。身長165cm。体重60kg。本名の東岸誠（とうぎし まこと）の名で活動していたが、芸名をまことフィッシングに改め今日に至る。
- 趣味は芸名通りの釣り、特技は柔道・剣道。
- トマト、きゅうりが嫌い。
- 向陽高校時代は新喜劇などをよく見ており、いつかお笑い芸人になりたいと思っていた。大阪芸術大学進学後、落語研究会に所属。ミルクボーイは落研の1年後輩だが、吉本における芸歴ではミルクボーイの方が先輩扱い。NSCに行きたいと思っていた頃、高校の同窓会でたにさかがNSCに入ると聞き、慌てて進路を決めた[3]。

たにさか（1985年2月22日 - ）
- ツッコミ担当。立ち位置は向かって右。血液型はO型。和歌山県海草郡紀美野町（旧野上町）出身。身長187cm、体重75kg。まことフィッシング同様本名の谷坂俊輔（たにさか しゅんすけ）として活動していた。その後うめドレッシングという芸名に改め、現在はたにさかに再改名し活動している。
- 向陽高校時代に所属していたバスケ部の先輩が漫才をしていたことをきっかけに、2年生の文化祭で今の相方ではない別の友人と漫才をした。関西大学法学部に進学し、普段からダウンタウンの浜田雅功や、ナインティナインの矢部浩之の物真似をしていた。「大学で大阪の人に認められたら芸人を目指そう」と考えていたため、3回生の時に「チャレンジできるうちに挑戦しよう」とNSC入りを決断。4回生の時からダブルスクールの形で通い始める[3]。
- 漫画やアニメ、料理が好き。
- トレードマークのメガネは伊達。宣材写真では黒ぶちだが、和歌山県の「住みます芸人」になったのち、和歌山らしさをアピールするためにオレンジ色（特産物のみかん・柿をイメージしたカラー）に塗装して使っている。2013年の誕生日のユーストリーム配信中に、まことフィッシングが自ら塗装して作製した新しいオレンジ色のメガネをもらった。
- 非喫煙者で下戸である。

## 出演番組

### テレビ
現在
- わくわく編集部（テレビ和歌山、毎週金曜日　18:15 - 19:25）
- あすのWA! 月曜日コーナー「わびたび」（NHK和歌山放送局、毎週月曜日 18:30 - 19:00）
- ココらぼR（J:COM、2020年4月〜）
- キクテレミルラジ265（BSよしもと、2023年7月 - ）※不定期レギュラー出演

### ラジオ
現在
- わんだーらんどの全開！火曜日 （和歌山放送、2020年3月31日 - ）

過去
- ワンカツ（テレビ和歌山、毎週金曜日 19:30 - 20:00、2013年4月7日 - 2018年2月23日）
- ちゃぶ台「青春boy！青春girl！」のコーナー（テレビ和歌山、2012年4月-2013年3月 毎週土曜日）
- グッバイ★ハロー～日本縦断駅伝旅～（TOKYO MX、2013年1月14日）
- 宝くじ3000万円スペシャル（テレビ和歌山、2012年10月4日）
- シンクロノシティ 「しずるとわんだーらんどの減災活動」のコーナー(TOKYO FM、2012年1月7日）
- わんだーらんどが沖縄国際映画祭で和歌山の地元CMを作って優勝を目指すコーナー（BananaFM、2013年6月 - 2014年3月）

### 配信
- YNN47和歌山県チャンネル（毎日22時～23時に生配信）

### ライブ
- わんだーらんど単独JIMOTOお笑いライブin紀美野町（2013年9月15日）
- わんだーらんど単独JIMOTOお笑いライブin美浜町（2013年9月8日）
- NGK100年の漫才史100人の漫才師（2012年9月21日出演）
- わんだーカーニバル（本町ラグタイム 2012年4月-2013年3月末 毎週火曜日）
- 近畿住みます芸人ライブ（2012年1月 - 不定期）
- 和歌山県30市町村ライブin海南～わんだーらんどNGKへの道～（2012年4月- 不定期）

### その他
- フリーマガジンLism「きい散歩」連載（毎月25日発行）
- ジビエウィークPRイベント（2013年2月19日）
- 有田みかん海道マラソン ゲストランナー（2013年2月10日）
- 北方領土の今！（2013年1月6日、独立行政法人 北方領土問題対策協会主催）